# Vlag van Tietjerksteradeel

Vlag van de gemeente Tietjerksteradeel
(sinds 1984)

Vlag van de gemeente Tietjerksteradeel
(1956 - 1984)

De vlag van Tietjerksteradeel (Tytsjerksteradiel ) is op 22 november 1984 vastgesteld als de gemeentelijke vlag van de Friese gemeente Tietjerksteradeel. De vlag kan als volgt worden beschreven:
Gegeerd in acht vakken van rood-wit, met op het wit een eikenblad van groen, de steel naar het midden gericht; op het midden een wapenschild met een blauw veld, waarop in geel een hoorn met draagband.
De vlag wordt in vier vlakken verdeeld, elk vlak vanuit de hoek naar het midden doorsneden in de kleuren rood en wit. In elke witte driehoek is een groen blad afgebeeld. In het midden is een blauw schild met een gele hoorn afgebeeld. 
De genoemde symbolen, het schild en de kleuren zijn afgeleid van het gemeentewapen.

## Voorgaande vlag
Burgemeester Oppedijk van Veen had Bontekoe opdracht gegeven om de vlag te ontwerpen. Na inzending vond raadslid Kuipers de vlag te kaal en had het wapen erop gewenst. Raadslid Koopmans vond de vlag te druk. Uiteindelijk wist de raad zich te verenigen en werd het ontwerp ter goedkeuring naar de Hoge Raad van Adel gezonden. Deze vlag was op 6 juli 1956 bij raadsbesluit vastgesteld door de toenmalige gemeente Tietjerksteradeel. Deze vlag is als volgt beschreven:
Een vlag, waarvan de lengte staat tot de hoogte als 3:2. De vlag vertoont zowel onder als boven een witte baan ter breedte van 1/3 deel van de hoogte der vlag. Het overblijvende middelste derde deel is verdeeld in 5 banen van gelijke breedte, om en om rood en wit. Op 1/3 van de lengte, gemeten vanaf de broekzijde, is over alles heen een zwarte jachthoorn aangebracht, voorzien van een geel beslag met koord van gelijke kleur.
De hoorn is gekozen omdat deze voorkwam in het vierde kwartier van het gemeentewapen.

## Dorpsvlaggen
Tegelijkertijd met de vaststelling van de huidige gemeentevlag werd voor alle 16 dorpen in de gemeente een dorpsvlag ingesteld. Deze vlaggen zijn door Piet Bultsma ontworpen.

Vlag van Bergum
Vlag van Eastermar
Vlag van Eernewoude
Vlag van Eestrum
Vlag van Garijp
Vlag van Giekerk
Vlag van Hardegarijp
Vlag van Molenend
Vlag van Noordbergum
Vlag van Oenkerk
Vlag van Oudkerk
Vlag van Rijperkerk
Vlag van Suameer
Vlag van Suawoude
Vlag van Tietjerk
Vlag van Wijns

## Verwante afbeeldingen

Wapen van Tietjerksteradeel

Achtkarspelen · 
Ameland · 
Dantumadeel · 
De Friese Meren · 
Harlingen · 
Heerenveen · 
Leeuwarden · 
Noardeast-Fryslân · 
Ooststellingwerf · 
Opsterland · 
Schiermonnikoog · 
Smallingerland · 
Súdwest-Fryslân · 
Terschelling · 
Tietjerksteradeel · 
Vlieland · 
Waadhoeke · 
Weststellingwerf
1. ↑  (fy) Fryske Rie foar Heraldyk (1984). De doarpswapens en -flaggen fan de doarpen fan Tytsjerksteradiel. Genealogysk Jierboek 1984, pp.131-141.